# Acacia chrysocephala
Acacia chrysocephala é uma espécie de leguminosa do gênero Acacia, pertencente à família Fabaceae.